# Тхэбон
Тхэбо́н (кор. 태봉), также Позднее Когурё (кор. 후고구려 Хугогурё), Маджин (кор. 마진) — государство, основанное Кунъе (кор. 궁예?, 弓裔?) на Корейском полуострове в 901 году, во время периода трёх поздних государств.
Кунъе являлся внебрачным сыном вана Хонана или вана Кёнмуна. По легенде оракул предсказал, что он принесёт несчастья Силла, поэтому ван приказал слугам убить его. Однако няня Кунъе спрятала его и растила его в тайне ото всех.
Став взрослым, он принял участие в восстании Ян Гиля 892 года. Силла, примерно после тысячелетия централизованного управления, начала постепенно угасать, и Кунъе организовал своё собственное восстание в районе современного Кэсона в 898. Он со временем победил Ян Гиля и других крупных феодалов центральной Кореи и провозгласил себя правителем Позднего Когурё в 901. Название государства было изменено на Маджин в 904 году (по другой версии в 901[какой?]), а затем на Тхэбон в 911. Тхэбон во время своего расцвета занимал территорию современных провинций Хванхэ-пукто, Хванхэ-намдо, Кёнги-до, Канвон-до, Пхёнан-намдо и Чхунчхон-пукто.
В конце жизни Кунъе объявил себя Буддой и стал тираном, казня всех, кто вызывал у него подозрение. В число таких попала и его собственная жена Кан. В результате в 918 году четверо генералов его армии — Хон Ю (홍유, 洪儒), Пэ Хёнгён (배현경, 裵玄慶), Син Сунгём (신숭겸, 申崇謙) и Пок Чигём (복지겸, 卜智謙) — свергли его и поставили на царство своего вана — Ван Гона, после чего провозгласили начало новой династии — Корё.
Тхэбон оказал большое влияние на культуру Корё. Кунъе изначально был буддистским монахом. Он поощрял развитие буддизма и поменял главные государственные церемонии на буддистские, включая Пхальгванхве (팔관회, 八關會) и Соктыннон (석등롱, 石燈籠). Эти изменения пережили как Кунъе, так и сам Тхэбон.

## Правители
- Кунъе (901—918)
- Ван Гон (918—936)